# Geelvink-Bay-Sprachen
Geelvink Bay ist eine Sprachfamilie mit 33 Sprachen und insgesamt 22.000 Sprechern, die in der gleichnamigen Region auf dem westlichen Teil Neuguineas (Irian Jaya) verbreitet ist. Die Geelvink Bay heißt heute Cenderawasih-Bucht und liegt im Nordwesten Neuguineas bis zur Insel Yapen. Eine etwaige Verwandtschaft mit einer anderen papuanischen Sprachfamilie konnte bisher nicht nachgewiesen werden.